# Alberada di Buonalbergo

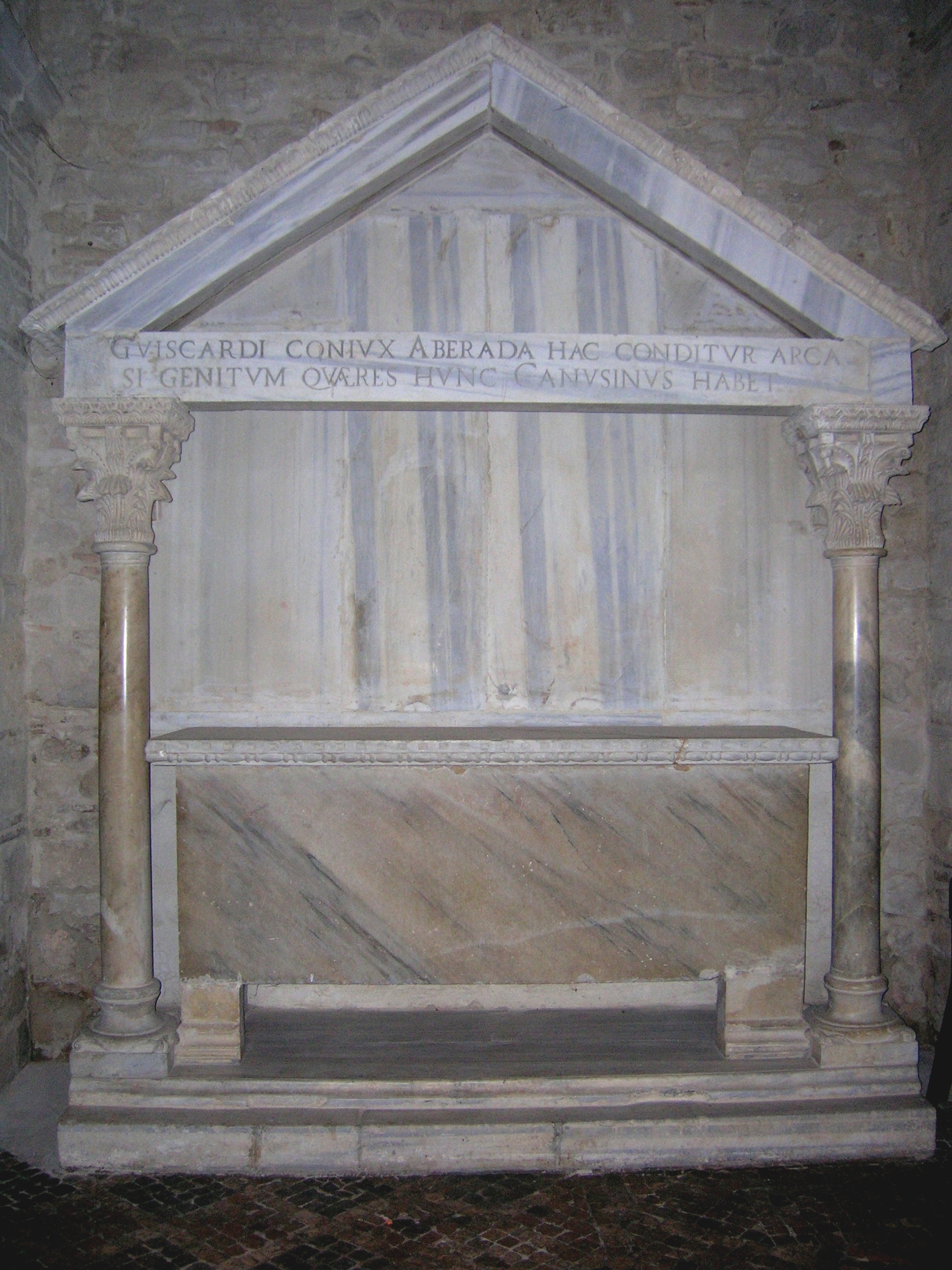
Tomba di Alberada, SS. Trinità in Venosa.

Alberada di Buonalbergo (Buonalbergo, 1033 circa – luglio 1122) fu la prima moglie di Roberto il Guiscardo, duca di Puglia e Calabria dal 1059 al 1085.

## La vita
Anch'ella di stirpe normanna, sposò il Guiscardo tra il 1051 e il 1052, quando questi era ancora un piccolo nobile dedito a ruberie e atti di brigantaggio.
Era la zia, la sorella del padre, di Gerardo di Buonalbergo, che all'epoca offrì il proprio sostegno all'ascesa di Roberto facendogli dono di duecento cavalieri, che Alberada gli portò in dote al momento del matrimonio. 
Dall'unione nacquero due figli: 
- Emma, madre di Tancredi principe di Galilea, sposa di Oddone Bonmarchis (della famiglia dei signori del Monferrato)
- Boemondo, primo principe di Taranto e di Antiochia.

Intorno al 1058, quando papa Niccolò II riformò in senso ancora più rigido e restrittivo le esistenti leggi canoniche sui matrimoni fra consanguinei, il Guiscardo ne approfittò per chiedere l'annullamento delle nozze con Alberada. Ottenuto lo scioglimento del vincolo matrimoniale, Roberto poté sposare la principessa longobarda Sichelgaita di Salerno, sorella del principe Gisulfo II, ricavandone maggiori profitti. 
Ma la separazione fu tutto sommato amichevole. Secondo alcune fonti, ella contrasse presto un nuovo matrimonio, e forse un terzo in età più avanzata. 
Alberada visse molto a lungo, costretta a sopportare anche la morte del figlio Boemondo nel marzo del 1111. 
Morì probabilmente nel luglio del 1122 all'età di circa 90 anni e fu sepolta nell'Abbazia della Santissima Trinità a Venosa, accanto al mausoleo della Casa d'Altavilla. 
La sua tomba è l'unica ad essere giunta intatta fino ai giorni nostri, e reca una scritta latina in cui si indica la sepoltura del figlio Boemondo: Quest'arca contiene Alberada, moglie del Guiscardo./ Se chiedi del figlio, quello (lo) tiene il Canosino.